# Hybomitra afasciata
Hybomitra afasciata är en tvåvingeart som beskrevs av Wang 1989. Hybomitra afasciata ingår i släktet Hybomitra och familjen bromsar. Inga underarter finns listade i Catalogue of Life.